# الأب (فلم 2015)
الأب هو فيلمٌ سوريٌ أُنتج عام 2017.

## قصة الفيلم
في عام 2015، يحاصر تنظيم داعش قريةُ سوريةً، ولذلك يعاني أهل القرية الأمرين من هذا الحصار، ولذلك يخوض كبير أحد العائلات نضالاً لتجنيب عائلته الموت.

## وصلات خارجية
- مقالات تستعمل روابط فنية بلا صلة مع ويكي بيانات